# Corinna chickeringi
Corinna chickeringi là một loài nhện trong họ Corinnidae.
Loài này thuộc chi Corinna. Corinna chickeringi được Lodovico di Caporiacco miêu tả năm 1955.